# Drobtinci
Drobtinci este o localitate din comuna Apače, Slovenia, cu o populație de 129 de locuitori.